# جاسم الصايغ
جاسم الصايغ، ممثل بحريني من مواليد مدينة المحرق عام 1956، عرفة الجمهور من خلال شخصية «هلال» في المسلسل الكوميدي "سوالف أم هلال"، التحق بمسرح الجزيرة عام 1976 وشارك في أول مسرحية له بعنوان «توب توب يابحر»·

## أعماله

### المسلسلات
- سوالف أم هلال ثلاثة أجزاء [2]
- عيال صابر
- سوالف طفاش جزئين
- عويشة
- القلب السليم
- ملح وذهب

### المسرحيات
- توب توب يابحر
- وطن الطائر